# ولاية كابورتهالا
ولاية كابورتهالا (بالأردية: ریاست کپور تھلہ، بالإنجليزية: Kapurthala State، بالبنجابية (شاه مكهي): ریاست کپورتھلا): كانت مملكة ثم ولاية أميرية في مقاطعة البنجاب في الراج البريطاني. يحكمها حكام أهلواليا مِثل، تمتد على مساحة 510 ميل مربع (1,300 كـم2).